# Campionatul Regional de Fotbal al României 1926-1927
Sezonul 1926-1927 al Campionatului Regional a fost cea de-a 7-a ediție a Campionatului Regional de Fotbal al României.

## Format
S-a menținut numărul de ligi (5) dar cu 16 serii. Apar serii noi: Târgu Mureș (în Liga Centru) și Iași(în Liga de Est). Seria Maramureș (din cadrul Ligii de Nord) e redenumită Satu Mare.

## Campionate districtuale
| - Arad - Brașov - Brăila - București/Ploiești | - Cernăuți - Chișinău - Cluj - Constanța | - Craiova - Galați - Iași - Oradea | - Satu Mare - Sibiu - Târgu Mureș - Timișoara |

## Clasamente

### Arad
| Loc | Echipa            | MJ | V  | E | Î  | GM | GP | DG  | Pct | Calificare sau retrogradare  |
| --- | ----------------- | -- | -- | - | -- | -- | -- | --- | --- | ---------------------------- |
| 1   | AMEFA Arad (C, Q) | 18 | 13 | 3 | 2  | 59 | 17 | +42 | 29  | Calificare în faza națională |
| 2   | Minerul Vulcan    | 18 | 12 | 4 | 2  | 58 | 25 | +33 | 28  |                              |
| 3   | CA Arad           | 18 | 12 | 4 | 2  | 52 | 26 | +26 | 28  |                              |
| 4   | Gloria CFR Arad   | 18 | 9  | 4 | 5  | 41 | 27 | +14 | 22  |                              |
| 5   | Jiul Lupeni       | 18 | 9  | 2 | 7  | 45 | 39 | +6  | 20  |                              |
| 6   | SG Arad           | 18 | 5  | 7 | 6  | 36 | 31 | +5  | 17  |                              |
| 7   | CAM Petroșani     | 18 | 6  | 2 | 10 | 35 | 36 | −1  | 14  |                              |
| 8   | Olympia Micălaca  | 18 | 5  | 2 | 11 | 27 | 53 | −26 | 12  |                              |
| 9   | CFR Simeria       | 18 | 3  | 0 | 15 | 21 | 66 | −45 | 6   |                              |
| 10  | Hakoah Arad       | 18 | 1  | 2 | 15 | 12 | 66 | −54 | 4   |                              |

### Brașov
| Loc | Echipa               | MJ | V | E | Î | GM | GP | DG | Pct | Calificare sau retrogradare  |
| --- | -------------------- | -- | - | - | - | -- | -- | -- | --- | ---------------------------- |
| 1   | Colțea Brașov (C, Q) | 0  | 0 | 0 | 0 | 0  | 0  | 0  | 0   | Calificare în faza națională |
| 2   | Brașovia Brașov      | 0  | 0 | 0 | 0 | 0  | 0  | 0  | 0   |                              |
| 3   | RGM Brașov           | 0  | 0 | 0 | 0 | 0  | 0  | 0  | 0   |                              |
| 4   | Olympia Brașov       | 0  | 0 | 0 | 0 | 0  | 0  | 0  | 0   |                              |
| 5   | CFR Brașov           | 0  | 0 | 0 | 0 | 0  | 0  | 0  | 0   |                              |

### Brăila
Clasament la finalul turului
```
1.Unirea Brăila                       4   4  0  0  20- 4   8
2.Franco Româna Brăila                4   3  0  1  12- 9   6  (C)
3.Victoria Brăila                     4   2  0  2   7- 8   4
4.Jupiter Brăila                      4   1  0  3   8-18   2
5.Dacia Brăila                        4   0  0  4   6-14   0
```

NB: Franco Româna Brăila campioană și calificată.

### București/Ploiești
```
1.Unirea Tricolor București*         10   8  0  2  29-12  16    (C)
2.Sportul Studențesc București       10   7  0  3  21-16  14
3.Venus București                    10   3  3  4  18-17   9
4.Prahova Ploiești                   10   3  2  5  11-19   8
5.Juventus București                 10   3  1  6  14-22   7
6.Olympia București                  10   1  4  5  10-17   6
```

* Unirea și Tricolor au fuzionat în Unirea Tricolor București înainte de sezon.

### Cernăuți
```
1.Maccabi Cernăuți                   12   8  2  2  28-11  18  (C)
2.Jahn Cernăuți                      12   5  6  1  24-19  16
3.Polonia Cernăuți                   12   5  2  5  24-24  12
4.Internațional Cernăuți             12   4  3  5  14-15  11
5.Hakoah Cernăuți                    12   4  3  5  12-16  11
6.Dowbusch Cernăuți                  12   2  4  6  16-18   8
7.Dragoș Vodă Cernăuți               12   2  4  6  16-31   8
-.Gwiazda Cernăuți                   exclus la jumătatea sezonului; meciurile anulate;
  linia de clasament la finalul turului: 7   2  0  5   9-20   4
```

### Chișinău
| Loc | Echipa                         | MJ | V | E | Î | GM | GP | DG  | Pct | Calificare sau retrogradare  |
| --- | ------------------------------ | -- | - | - | - | -- | -- | --- | --- | ---------------------------- |
| 1   | Mihai Viteazul Chișinău (C, Q) | 6  | 6 | 0 | 0 | 38 | 8  | +30 | 12  | Calificare în faza națională |
| 2   | Sporting Chișinău              | 7  | 5 | 1 | 1 | 23 | 9  | +14 | 11  |                              |
| 3   | Sporting Tighina               | 4  | 2 | 0 | 2 | 15 | 16 | −1  | 4   |                              |
| 4   | Grafica Chișinău               | 7  | 1 | 1 | 5 | 5  | 30 | −25 | 3   |                              |
| 5   | Locomotiva Chișinău            | 7  | 0 | 1 | 6 | 5  | 23 | −18 | 1   |                              |

1. ↑  Sporting Tighina se pare că s-a retras la jumătatea campionatului.

### Cluj
```
1.Universitatea Cluj                 10   7  2  1  21- 9  16  (C)
2.R.M.S. Cluj                        10   5  3  2  12- 9  13
3.C.A. Cluj                          10   6  1  3  19-18  13
4.Haggibor Cluj                      10   4  2  4  20-15  10
5.C.F.R. Cluj                        10   1  2  7  10-18   4
6.Victoria Cluj                      10   1  2  7   9-22   4
```

### Constanța
Campioni: Victoria Constanța
Alți participanți:
```
  Elpis Constanța
  Tricolor Constanța
  Săgeata Constanța
  Venus Constanța
```

NB: Constanța nu a fost reprezentată la etapa națională.

### Craiova
```
1.Craiu Iovan Craiova                10   8  1  1  50-11  17
2.Rovina Grivița Craiova             10   7  2  1  27-15  16
3.Oltul Slatina                      10   6  0  4  27-20  12
4.Răsăritul Caracal                  10   3  1  6  27-30   7
5.Generala Craiova                   10   1  2  7  12-33   4
6.Tinerimea Craiova                  10   1  2  7   8-42   4
```

NB: Seria Craiova nu a fost reprezentată la etapa națională.

### Galați
Campioni: Dacia Vasile Alecsandri Galați 
Alți participanți:
```
  Panellinios Galați
  Marina Galați 
  Maccabi Galați 
  Șoimii Galați 
```

### Iași
Champions: Concordia Iași
Alți participanți:
```
  Victoria Iași
  Șoimii Iași
  Maccabi Iași
  Hakoah Iași
```

### Oradea
```
1.Stăruința Oradea                   12  11  1  0  74- 4  23  (C)
2.C.A. Oradea                        12   9  2  1  38-14  20
3.Bihorul Oradea                     11   5  1  5  27-24  11
4.Înțelegerea Oradea                 12   4  2  6  19-33  10
5.S.C. Salonta                       12   3  1  8  20-43   7
6.Amateure Oradea                    11   3  0  8  11-39   6
7.Macabi Oradea                      12   2  1  9  14-46   5
```

NB: Meciul rămas probabil nu a fost jucat.

### Satu Mare
Campioni: Olimpia Satu Mare
Alți participanți:
```
  Stăruința Satu Mare
  S.C. Satu Mare
  S.S. Sighet Marmației
  C.A.B. Satu Mare
  Samson Sighet Marmației
  Bar Kochba Satu Mare
```

### Sibiu
```
1.S.G. Sibiu                         10   7  2  1  42- 8  16  (C)
2.C.F.R. Sibiu                        9   5  1  3  19-16  11
3.S.S. Vâlceana Râmnicu Vâlcea        8   4  1  3   3-15   9
4.Amateur Mediaș                      7   1  5  1  13-11   7
5.Șoimii Sibiu                        8   2  3  3  17-16   7
6.S.S. Sibiu                          8   2  3  3  12-19   7
7.Internationale Sibiu                9   0  2  7   6-27   2
```

NB: Se pare că Râmnicu Vâlcea a avut cel puțin un meci câștigător fără goluri creditate niciunui club.
(C) S.G. Sibiu campioană și calificată.

### Târgu Mureș
Campioni: Mureșul Târgu Mureș
Alți participanți:
```
  R.G.M. Târgu Mureș
  S.C. Târgu Mureș
  Dacia Diciosânmartin
```

NB: Diciosânmartin a fost redenumit Târnăveni în 1943.

### Timișoara
```
1.Chinezul Timișoara                 14  11  2  1  72-13  24  (C)
2.Politehnica Timișoara              14  11  1  2  37-13  23
3.Banatul Timișoara                  14   8  1  5  30-28  17
4.R.G.M. Timișoara                   14   6  4  4  29-20  16
5.C.A. Timișoara                     14   6  2  6  28-30  14
6.Rapid Timișoara                    14   4  0 10  23-35   8
7.Kadima Timișoara                   14   2  4  8  11-39   8
8.S.S. Jimbolia                      14   0  2 12   9-61   2
```